# Листопалий гекон
Листопалий гекон (Euleptes) — рід геконів з родини Sphaerodactylidae. Має 1 вид (Euleptes europaea). Раніше його відносили до роду Phyllodactylus.

## Опис
Загальна довжина до 7 см. Має короткий тулуб, голова яйцеподібна. Шкіра вкрита однорідною дрібною лускою. Колір у неї сіро-жовтий з темними поперечними смугами та чорними цяточками.

## Поширення
Мешкають у Південній Європі та Тунісі.

## Спосіб життя
Полюбляють кам'янисту та рідко лісисту місцевість. Вдень ховаються під камінням, а вночі виходить на полювання. 
Харчуються комахами та безхребетними. Швидкі, здійснюють стрибки до 20—25 см.
Це яйцекладні гекони. У червні відкладають яйця під камінням. Зазвичай їх 2—3.